# Halbturn
Halbturn (węg. Féltorony) – gmina w Austrii, w kraju związkowym Burgenland, w powiecie Neusiedl am See. 1 stycznia 2014 liczyła 1,89 tys. mieszkańców.